# Saint-Antoine (Lüttich)

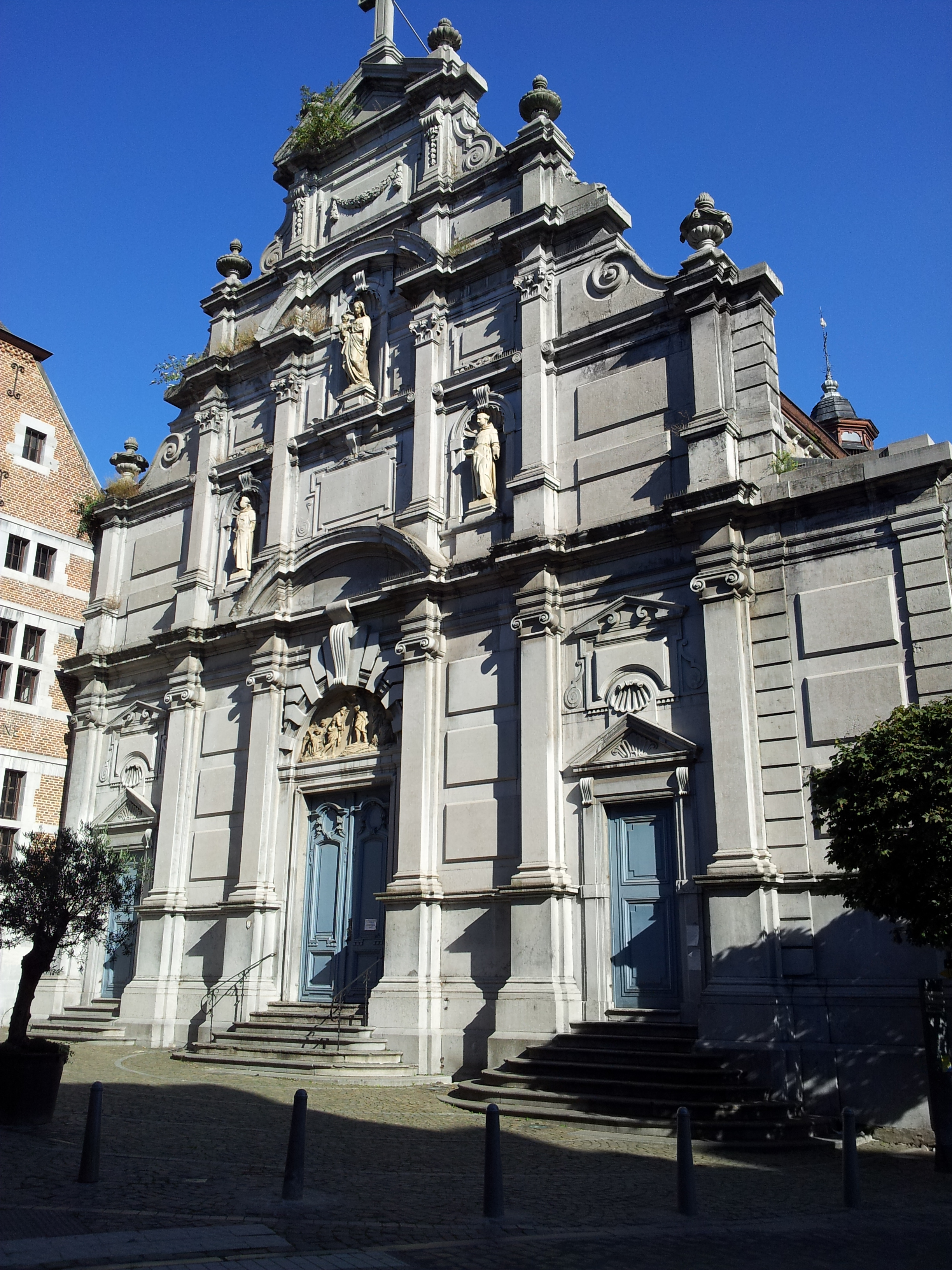
Saint-Antoine (2014)

Saint-Antoine ist eine 1244 fertiggestellte Kirche in Lüttich. Sie gehörte zum ehemaligen Kloster Couvent des Mineurs de Liège. Heute ist sie entweiht.

## Geschichte
Um 1240 ließen sich die Jünger des heiligen Franz von Assisi, die bereits seit dem Ende des ersten Viertels des 13. Jahrhunderts in Lüttich lebten, in Hors-Château in der Nähe des Stadtzentrums nieder, um mit der Bevölkerung in Kontakt zu kommen.
Die dem heiligen Antonius von Padua gewidmete Franziskanerkirche wurde 1244 fertiggestellt und seit dem Konkordat von 1801 als Pfarrkirche genutzt. In ihrem Rohbau aus Kohlesandstein zeugt sie noch heute von den vielversprechenden Anfängen des Franziskanerordens in Lüttich. Das spitzbogige Hauptgebäude, das den südlichen Teil des Klosters begrenzt, wurde im 18. Jahrhundert durch eine monumentale Barockfassade bereichert. Das Innere ist im gleichen Stil mit Stuckdekorationen geschmückt. Diese Dekoration wurde im folgenden Jahrhundert vollendet.

### Schäden von 1944
Bei der Explosion einer Fliegerbombe am 16. Dezember 1944 wurde die Kirche beschädigt. Vor allem der Chor wurde in dem von den Franziskanern bevorzugten schlichten und primitiven Stil restauriert. Der Hochaltar aus dem 13. Jahrhundert, der fast unversehrt aus den Trümmern geborgen wurde, nimmt wieder seine liturgische Funktion ein, während in den Boden des Chors und in die Wände der Seitenschiffe Grabsteine aus verschiedenen Epochen eingelassen wurden. Das Innere der Kirche weist somit eine große stilistische Vielfalt auf, die den Reichtum ihrer Geschichte widerspiegelt.
Eine Stabilisierung des Gebäudes zwischen 1961 und 1968, um ein Abrutschen in Richtung der Rue Hors-Château zu verhindern, verhinderte nicht, dass die Kirche bis 1977 als Gotteshaus diente.

### Entweihung der Kirche
Die Kirche wurde 1978 entweiht und die Gemeinde in die Kirche Sainte-Catherine in En Neuvice verlegt. Die Stadt Lüttich, Eigentümerin der Kirche, beschloss, der Provinz Lüttich die Verwaltung des gesamten ehemaligen Klosterkomplexes zu übertragen, der die Kirche, das Kloster mit seinem Museum und das Haus Chamart umfasst. Der Erbpachtvertrag wurde im Jahr 1992 unterzeichnet.